# Orthocladius holsatus
Orthocladius holsatus är en tvåvingeart som beskrevs av Maurice Emile Marie Goetghebuer 1937. Orthocladius holsatus ingår i släktet Orthocladius och familjen fjädermyggor. Arten är reproducerande i Sverige. Inga underarter finns listade i Catalogue of Life.